# Encrateola dominator
Encrateola dominator är en stekelart som först beskrevs av André Seyrig 1937.  Encrateola dominator ingår i släktet Encrateola och familjen brokparasitsteklar. Inga underarter finns listade i Catalogue of Life.